# よしもと興業京都支社
『よしもと興業京都支社』（よしもとこうぎょうきょうとししゃ）は、2000年から2003年までKBS京都テレビで放送されていたバラエティ番組。
吉本興業の実在しない支社を舞台にして行われていた業界バーチャルバラエティ番組で、吉本のお笑い芸人たちが様々な企画を遂行する模様を放送していた。

## 放送時間
- 土曜 22:00 - 22:55[4]
- 月曜 19:00 - 19:55 （2003年度）[2]

## 出演者
支社長
- 木村政雄（当時吉本興業常務取締役） - 支社長役で出演。
- ケツカッチン - 支社長補佐役で出演。

制作部
- 川崎宗夫（当時吉本興業チーフプロデューサー） - 支社長補佐兼制作部長役で出演。
- ケンドーコバヤシ - 制作部ヒラ社員役で出演。

宣伝部
- 西川のりお - 宣伝部長役で出演。
- たむらけんじ - 宣伝主任役で出演。
- ティーアップ - 宣伝社員役で出演。
- しましまんず - 宣伝社員役で出演。
- シンクタンク - 宣伝社員役で出演。
- チュートリアル - 宣伝社員役で出演。
- 野性爆弾 - 宣伝社員役で出演。
- 麒麟 - 宣伝社員役で出演。
- $10 - 宣伝社員役で出演。
- SNOB - 宣伝社員役で出演。
- 土肥ポン太 - 宣伝社員役で出演。
- なかやまきんに君 - 宣伝社員役で出演。
- シュガーライフ - 宣伝社員役で出演。
- ビッキーズ - 宣伝社員役で出演。

他
営業部
- かつみ♥さゆり - 営業部長役および営業部主任役で出演。
- ランディーズ - 営業社員役での出演。
- サバンナ - 営業社員役および宣伝社員役での出演。
- メッセンジャー - 営業社員役での出演。
- 水玉れっぷう隊 - 営業社員役での出演。
- シェイクダウン - 営業社員役での出演。
- 中川家 - 営業社員役での出演。
- COWCOW - 営業社員役での出演。